# Cerkiew Narodzenia św. Jana Chrzciciela w Nowej Woli
Cerkiew pod wezwaniem Narodzenia św. Jana Chrzciciela – drewniana, prawosławna cerkiew parafialna w Nowej Woli. Należy do dekanatu Gródek diecezji białostocko-gdańskiej Polskiego Autokefalicznego Kościoła Prawosławnego. 
Pierwsza cerkiew unicka w Nowej Woli powstała około 1743, po erygowaniu parafii Narodzenia św. Jana Chrzciciela. Około 1839 przeszła ona do Rosyjskiego Kościoła Prawosławnego. Cerkiew nosiła wezwanie Narodzenia Matki Bożej, zmienione następnie na św. Michała Archanioła. Świątynia ta spłonęła w 1915. 
Wcześniej, w 1908, wzniesiono drugą, zachowaną do dziś cerkiew pod wezwaniem Narodzenia św. Jana Chrzciciela. Jest to budowla drewniana,  o konstrukcji zrębowej, wzniesiona na planie krzyża łacińskiego. Transept z obu stron zamknięty prostokątnie. Prezbiterium zamknięte trójbocznie z 2 bocznymi zakrystiami. Nad kruchtą nadbudowana wieża-dzwonnica, zwieńczona stożkowym, ośmiobocznym hełmem z kopułką. Nad centralną częścią nawy ośmioboczny bęben zwieńczony wieżyczką z cebulastą kopułą. Dachy cerkwi blaszane. Każde wejście (jedno frontowe i 2 boczne – na krańcach transeptu) poprzedzone gankiem. Nad gankami dwuspadowe daszki wsparte na kolumienkach.
Świątynię wpisano do rejestru zabytków 14 czerwca 1989 pod nr A-290.